# 沙朗圣维克托
沙朗圣维克托（法語：Challand-Saint-Victor，法語發音：[ʃalɑ̃ sɛ̃ viktɔʁ]）是意大利瓦莱达奥斯塔大区的一个市镇。总面积25平方公里，人口631人，人口密度25.2人/平方公里（2009年）。ISTAT代码为007014。